# Monoteismus
Monoteismus (možno též psát i jako monotheismus či monoteizmus) neboli jednobožství je forma náboženství, podle níž existuje a má být lidmi uctíván pouze jediný Bůh, který je (s jistými výhradami) stvořitelem světa, je vševědoucím, všudypřítomným a všemocným. Monoteismus vyhrazuje slovo Bůh, monopolizuje ho a odmítá pluralitu božských bytostí a jejich případnou hierarchii typickou pro náboženství polyteistická a zpravidla proti nim stojí v záměrné aktivní opozici (někdy až fundamentalistické). Složitější společnosti jsou pak příčinou vzniku větších a moralističtějších bohů. Za první známý případ monoteistického náboženství je pokládán kult slunečního boha Atona v podobě, jak byl prosazován za vlády staroegyptského panovníka Achnatona (pod vlivem Teje) v rámci jeho náboženské reformy. Monoteistické prvky v dnešním smyslu slova, třebaže postupem času stále sílily, jsou zde ovšem přítomny spíše implicitně a dávají prostor pro různé interpretace. Motivace Achnatonova odporu vůči tradičnímu egyptskému náboženství s mnoha bohy není zcela jasná; dříve prosazovaná domněnka o jeho politickém pozadí, kdy královým cílem mělo být především potvrzení vlastní jedinečnosti a omezení moci kněžstva boha Amona, je v současné době pokládána za příliš jednostrannou. Pokusy hledat v atonismu počátky monoteistických světových náboženství někteří badatelé zpochybňují, ačkoliv jsou zde zároveň stopy, které by mohly napovídat o opaku. Na tuto problematiku však dosud neexistuje jednotný názor a nejsou zatím ani známy přímé historické důkazy pro nebo proti existenci vazby mezi atonismem a monoteistickými světovými náboženstvími.
Nejvýznamnějšími monoteistickými náboženstvími jsou dnes judaismus, křesťanství, islám a bahaismus (navazující na bábismus). Všechna pocházejí ze stejného základu, z kázání proroků v rámci judaismu, někdy jsou proto nazývána abrahámovská náboženství. Judaismus má kořeny možná už ve 20. století př. n. l. K jeho klíčovým postavám patřili Abrahám, Jákob a Mojžíš. Na přelomu letopočtu vzniklo křesťanství kázáním Ježíše Nazaretského (Kristus znamená "pomazaný") a jeho pozdějších následovníků. První křesťané byli židé přesvědčení o tom, že Ježíš je prorokem, nebo že je synem Božím, nebo částí Boha. V 7. století vznikl podle kázání proroka Mohameda Korán, který hlásá pokračování prorocké řady přes Abraháma, Ježíše a další až k Mohamedovi, přičemž základem je informace, že všichni proroci hlásali stejnou myšlenku o jedinečnosti Boha. Baháismus založil v 19. století, v lůně muslimského světa, Bahá'u'lláh, s cílem spojit všechny abrahámovské tradice a vůbec celý svět. Vedle toho existují různé další sekty vycházející z abrahámovských náboženství (drúzové, mandejství, rastafariánství, jezídismus).
Za monoteistická lze označit ovšem i některá náboženství, která nemají abrahámovský původ. K takovým patří zejména páté největší světové náboženství sikhimus. V minulosti byl vlivným náboženstvím zoroastrismus, který je také někdy označován jako monoteistická víra. Dále jsou to menší, obvykle novější a synkretické kulty jako kaodaismus, čeondoismus nebo tenrikjó. Určité monoteistické tendence či prvky lze nalézt v indických kultech jako je šivaismus nebo višnuismus, nebo v čínském lidovém náboženství. Jde však již o hraniční případy, odborníci někdy hovoří o monolatrii či henoteismu, které je nutno od skutečného monoteismu odlišit – tyto pojmy značí uznání legitimity více bohů, přičemž ale k uctívání je vybrán jen jeden. Ač se o tom vedou spory, obvykle se za monoteismus nepovažuje ani panteismus, panenteismus, deismus či různé mystické směry pokoušející se splynout s Bohem nebo se v něm rozpustit namísto jeho uctívání (ačkoli každé monoteistické náboženství si vlastní mystickou odnož vytvořilo – islám súfismus, judaismus kabalu, vznikla i křesťanská mystika, takže ani zde není hranice zcela jistá).

## Původ monoteismu
Ačkoliv za nejstarší doložený monoteismus v dějinách lidstva je považován již zmiňovaný atonismus, zůstává původ monoteismu jako takového nejasný. Judaismus, jako druhý nejstarší monoteismus, není zas o tolik mladší a je i možné, že atonismu předcházel. Mojžíšův odchod z Egypta je sice nejčastěji pokládán do období Ramesse II. (po Achnatonovi), ale interval, do kterého je Exodus pokládán, je mnohem širší a zahrnuje v sobě několik let vlády Ramesseova syna, ale zároveň i celou předcházející 18. dynastii. Mojžíš mohl být současníkem oné náboženské reformy, nebo jí i předcházet, ovšem část historiků zpochybňuje jak samotného Mojžíše, coby historickou osobnost, tak samotný Exodus jako historickou událost (viz Snahy o vědecké vysvětlení událostí exodu). Přinejmenším tu však máme nejstarší doložený záznam o izraelském národě v oblasti Kanaánu na tzv. Merenptahově stéle (z roku 1209/1208 př. n. l.), tedy z doby po předpokládaném exodu. Od atonistického období (zhruba 1355–1335) ji dělí zhruba 130 let.
Doložené záznamy v současnosti dokládají, že nejstarší je atonismus, ale jsou zde náznaky toho, že mezi ním a judaismem mohly existovat jisté vazby, které by mohly znamenat i to, že judaismus mohl atonismu předcházet a atonismus se jím nějakým způsobem nechal inspirovat; ale je možné i že atonismus mohl naopak ovlivnit náboženský vývoj Židů (jak se domnívá například Sigmund Freud v knize Muž Mojžíš a monoteistické náboženství), případně obě náboženství mohla být různými odkazy jiné, dosud neznámé monoteistické tradice. Nápadná podobnost Achnatonova Hymnu na Slunce se 104. žalmem není jen teorií záhadologů, nicméně neexistuje jednoznačný názor na to, který text si vypůjčil z kterého, stejně jako není ani jisté, zda nejde o podobnost pouze náhodnou. Monoteismus se ale začal prosazovat až v 7. století př. n. l., kdy Jóšijáš legalizoval pouze jediný kult. Také později podobně z pozice moci prosazoval monoteismus Konstantin I. Veliký a Mohamed. Původ monoteismu, který je v současnosti ve světovém měřítku dominantní formou náboženství, je stále zahalen množstvím nejasností a nezodpovězených otázek.

## Srovnání monoteismu s polyteismem
Ve srovnání protichůdných náboženských doktrín – polyteismu a monoteismu – se vyskytuje mnoho podobností až shod, které zmírňují antagonismus přísného oddělování těchto ideologií. Křesťanství jako příklad monoteismu (obdobně je tomu i u ostatních monoteismů) zná celý systém bytostí kromě Boha a lidí: ďábel (Satan apod.), andělé a čerti, obecně "mocnosti nebeské" a "mocnosti pekelné", o jejichž počtech mnoho nevíme.
Také lidé se podle křesťanské nauky vnitřně dělí na tělo a ducha resp. duši, která je nesmrtelná. Kdesi "na věčnosti" je mnohem víc bytostí (duší), než lidí na zemi. I mezi nimi se pak rozlišuje, některé jsou mocnější, než jiné. Křesťané je pak považují za "svaté". Tyto zbožštělé duše konají zázraky a také mají vliv na Boha a křesťané je uctívají stejně, jako pohané své bohy a bůžky nebo duchy a duše zemřelých předků. Oproti polyteismu se ovšem tyto nadpřirozené schopnosti spojují či přímo odvozují právě od jediného Boha.
Je tak možné pojímat rozdíl mezi monoteismem a polyteismem jako rozdíl v míře povýšení jediného Boha, kde hlavní součástí tohoto povýšení je monopolizace znaku – slova Bůh.[zdroj?]